# 翅荚香槐
翅荚香槐（学名：Cladrastis platycarpa）为豆科香槐属下的一个种。

## 扩展阅读
- 維基物種上的相關：翅荚香槐